# Emanuela Kalb
Emanuela Kalb (właśc. Maria Magdalena Kalb (Helena Chaje), imię zakonne Emanuela; ur. 26 sierpnia 1899 w Jarosławiu, zm. 18 stycznia 1986 w Krakowie) – polska zakonnica pochodzenia żydowskiego, początkowo michalitka, a następnie duchaczka ze Zgromadzenie Sióstr Kanoniczek Ducha Świętego de Saxia, sekretarka generalna i mistrzyni nowicjatu sióstr duchaczek, konwertytka oraz Czcigodna Służebnica Boża Kościoła katolickiego.

## Życiorys
Wychowała się w wierzącej rodzinie żydowskiej jako najstarsza z sześciorga dzieci rodziców Schie (Osiasa) Kalb, który z zawodu był kupcem, a potem pełnił funkcję rabina w rzeszowskiej wspólnocie i Jütte (Idy) z domu Friedwald. Szkołę podstawową ukończyła w 1915, w Rzeszowie. W 1916 zmarła jej matka, niosąc w pierwszych dniach I wojny światowej pomoc chorym na tyfus, a którą tak wspominała: 

Ilekroć wspomnieniem wracam w przeszłość, stajesz przede mną matko moja miła, która tak młodo stanęłaś na tamtym brzegu. Widzę cię wówczas, jak godziny wieczornej siedzisz na niskim stołeczku, z dużą księgą na kolanach, siebie zaś obok, siedzącą na ziemi i słuchającą z zajęciem i dumą dziejów swego narodu.

Po ukończeniu siedemnastu lat zachorowała i znalazła się w szpitalu, gdzie zetknęła się z siostrami zakonnymi. Nawiązała z nimi kontakt i prowadziła długie rozmowy. W czasie tych rozmów zapoznała się bliżej z postacią Chrystusa i uwierzyła, że jest On obiecanym Mesjaszem. Po odzyskaniu zdrowia i przygotowaniu się 18 stycznia 1919 przyjęła chrzest z rąk ks. prałata Władysława Sarny w katedrze przemyskiej przyjmując imię Maria Magdalena, a w maju otrzymała sakrament bierzmowania. 4 października 1919 wstąpiła do sióstr michalitek w Miejscu Piastowym, ale opuściła tę wspólnotę we wrześniu  1925. W 1923, w Państwowym Seminarium Nauczycielskim w Krośnie złożyła egzamin dojrzałości uprawniający ją do podjęcia pracy nauczycielskiej w publicznych szkołach ludowych.
15 października 1927 wstąpiła do Zgromadzenia Sióstr Kanoniczek Ducha Świętego de Saxia w Krakowie przy ul. Szpitalnej 12. Pierwszą profesję złożyła 28 sierpnia 1930, a 20 października 1933 śluby wieczyste. W zgromadzeniu sióstr duchaczek pracowała jako nauczycielka w Szkole Powszechnej w Biskupicach i w Krakowie (1929–1934). Rok spędziła w Lublinie, pracując w szkole (1937), następnie była kierowniczką Szkoły Handlowej w Pacanowie (1938) i ponownie pracowała jako nauczycielka w Biskupicach (1938–1939). Pracowała następnie w szkole w Lublinie (1948–1950), w przedszkolu w Biskupicach (1950–1954) oraz w Domu Dziecka w Pacanowie (1954–1957).
Ciesząc się pełnym zaufaniem przełożonych, zajmowała odpowiedzialne stanowiska we wspólnocie zakonnej. Była mistrzynią nowicjatu (1934–1936) i (1947–1948). W latach (1942–1948) sprawowała urząd sekretarki generalnej, a w okresie (1957–1970) była wikarią domu zakonnego w Krakowie. 

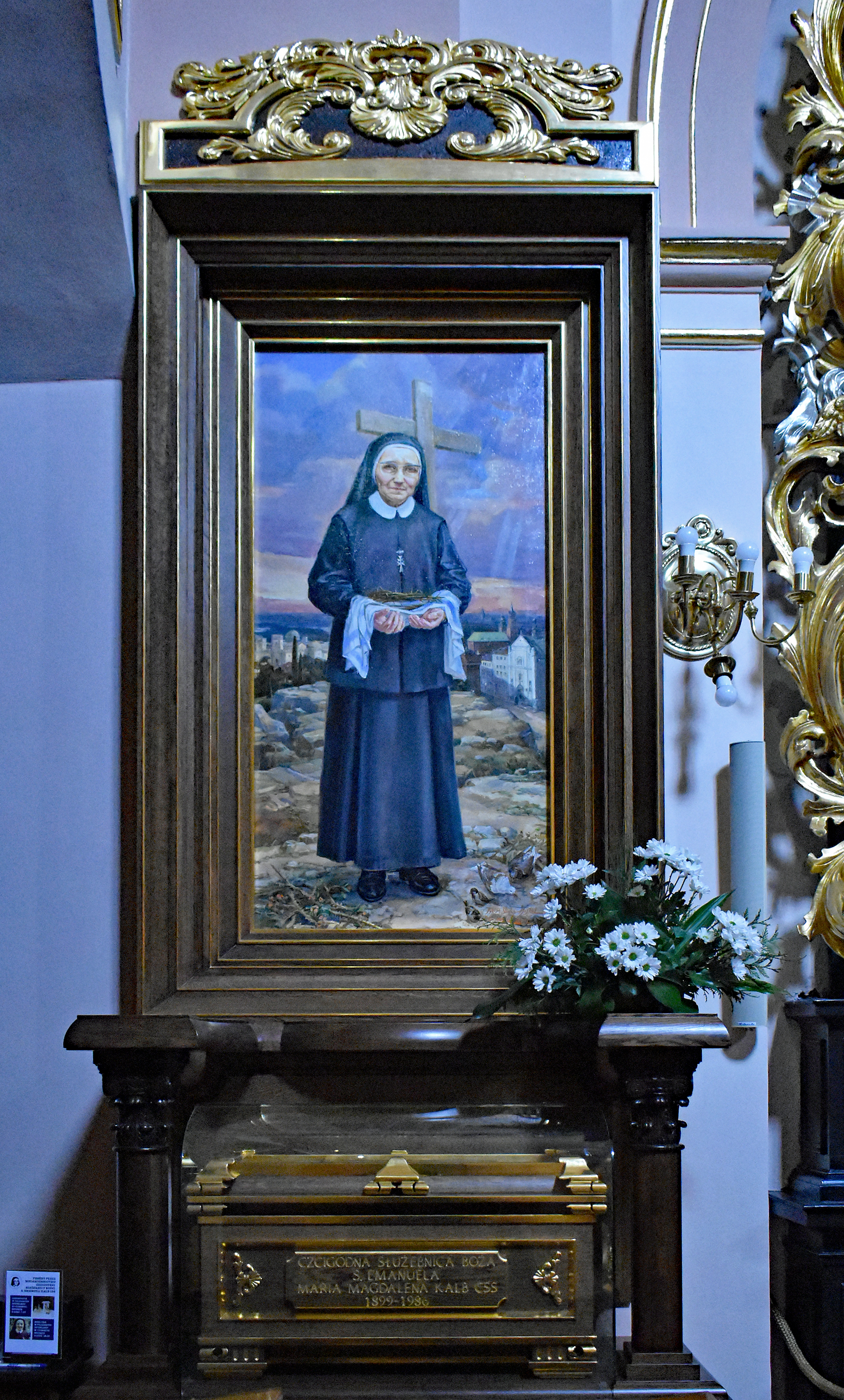
Konfesja s. Emanueli Kalb w kościele św. Tomasza Apostoła w Krakowie

Prowadziła bardzo głębokie życie wewnętrzne. Na polecenie spowiednika i przełożonych pisała Dziennik. W nim przedstawiła swoją drogę do wiary katolickiej, notowała przeżycia duchowe, łaski modlitwy i doświadczenie mistycznego zjednoczenia z Chrystusem. Codziennie przystępowała do Komunii świętej, długie godziny spędzała na adoracji Najświętszego Sakramentu. W centrum jej duchowości był Chrystus dźwigający krzyż. W dzienniku zapisała wówczas:

Chciałam cierpieć, pracować. Szłam, gdzie było najciężej, a pracowałam bez ulgi, bez wytchnienia, bo budowali wówczas zakład żeński, a ja dźwigałam ciężary, z krótkimi przerwami, od czwartej rano do ósmej wieczorem. Na ręce krwawiące, na stopy pokaleczone ani spojrzałam. A wszystko to z miłości ku Bogu ukrzyżowanemu.

W 1941 złożyła akt ofiarowania za naród żydowski: 

By poznał Światło Prawdy, którą jest Chrystus.

Ofiarowała się również za kapłanów. W tych intencjach znosiła cierpienia, pokusy niewiary, dolegliwości fizyczne, utratę słuchu przez ponad czterdzieści lat. Od 1957 do końca życia przebywała we wspólnocie, w klasztorze przy ul. Szpitalnej 12 w Krakowie, pełniąc obowiązki bibliotekarki. Zmarła w opinii świętości w Krakowie, 18 stycznia 1986. Pochowana została początkowo w grobowcu zakonnym na cmentarzu Rakowickim w Krakowie. Po dokonanej ekshumacji z grobowca zakonnego, ostatecznie jej doczesne szczątki zostały 5 kwietnia 2018 przeniesione do kościoła św. Tomasza Apostoła w Krakowie.

## Publikacje
- Emanuela Kalb (wybór i opracowanie Immaculata Kraska): Poznałam prawdę i poszłam za nią. Kraków: Wydawnictwo Instytutu Teologicznego Księży Misjonarzy, 2008. ISBN 978-83-7216-689-0. OCLC 750080723. Brak numerów stron w książce[13]

## Proces beatyfikacyjny
Z inicjatywy Zgromadzenia Sióstr Kanoniczek Ducha Świętego de Saxia, przekonanego o świątobliwości jej życia powstała propozycja wyniesienia jej na ołtarze. 15 czerwca 2001 Stolica Apostolska wyraziła zgodę na rozpoczęcie jej procesu beatyfikacji wydając tzw. Nihil obstat, po czym 20 września 2001 w Krakowie otwarto ten proces na szczeblu diecezjalnym. Odtąd przysługiwał jej tytuł Służebnicy Bożej. Postulatorem procesu została siostra Immaculata Alina Kraska CSS. 13 maja 2005 Kongregacja Spraw Kanonizacyjnych wydała dekret o ważności postępowania diecezjalnego. W 2010 złożono tzw. Positio wymagane w dalszej procedurze beatyfikacyjnej, po czym 28 listopada 2013 odbyło się posiedzenie konsultorów teologicznych. 14 grudnia 2015 papież Franciszek zezwolił na ogłoszenie dekretu o heroiczności jej życia i cnót. Odtąd przysługuje jej tytuł Czcigodnej Służebnicy Bożej.